# Ярвимяки, Ганнес Генрихович
Ганнес (Ханнес) Генрихович Ярвимяки (1891—1938) — финский политический деятель, советский хозяйственный деятель, первый директор Кондопожского целлюлозно-бумажного комбината (1929—1937).

## Биография
Родился в семье плотника. Работал учеником булочника, медника. Сдал экзамен на получение аттестата начального училища.
С 1907 года — член Социал-демократической партии Финляндии.
Участник гражданской войны в Финляндии (1918) в составе Красной гвардии Финляндии, комиссар полка, член военного совета Лахтинского фронта, командующий фронтом Красной гвардии. После поражения «красных финнов» был арестован и приговорён к 12 годам тюремного заключения. Из заключения бежал в Советскую Россию в 1918 году, член ВКП(б) с 1918 года. В 1918—1921 годах на подпольной партийной работе в Финляндии, Швеции и Норвегии.
В 1921—1923 годах — курсант Интернациональной военной школе в Петрограде. В составе отряда курсантов Интернациональной школы под руководством Тойво Антикайнена участвовал в боевом лыжном походе 1922 года на Кимасозеро по разгрому Карельского восстания. Был исключен из военной школы по состоянию здоровья. В 1923—1925 годах по распоряжению ЦК Коммунистической партии Финляндии находился на подпольной работе в Финляндии.
В 1925—1928 годах работал на Петроградском аэропланном заводе.
В 1928 году был направлен в Автономную Карельскую ССР на строительство Кондопожской ГЭС и Кондопожской целлюлозно-бумажной фабрики главным инженером по административно-хозяйственной части Управления строительством Кондопожской ГЭС и бумажной фабрики. В 1929—1937 годах — директор Кондопожской целлюлозно-бумажной фабрики. В 1936 году был награждён орденом Трудового Красного Знамени. Избирался членом Карельского обкома ВКП(б).
Арестован 17 июня 1937 года. Решениями первичной партийной организации целлюлозно-бумагоделательной фабрики и Кондопожского райкома ВКП(б) был исключён из партии 20 июля 1937 года «за шпионско-вредительскую деятельность, как враг народа». Осужден 24 января 1938 года Комиссией НКВД и Прокуратуры СССР по статье 58-6 УК РСФСР «за шпионаж». Расстрелян 21 марта 1938 года в окрестностях Петрозаводска.
Реабилитирован 18 июля 1956 года решением Верховного Суда СССР.

## Семья
Жена, трое детей.